# Cover-boy
Cover-boy és una pel·lícula italiana de 2006 dirigida per Carmine Amoroso.
Està ambientat principalment a Roma entre Pigneto i l'estació de Termini, i també es coneix com a Cover Boy o amb el subtítol Cover Boy - L'ultima rivoluzione.

## Distribució
Es va presentar a la primera edició de la Festa del Cinema di Roma de 2006. Posteriorment es va projectar en nombrosos festivals internacionals, rebent diversos premis, però només es va estrenar en alguns cinemes italians el 21 de març de 2008 gràcies a la distribució de l'Istituto Luce.

## Producció
La pel·lícula, produïda a baix cost amb un pressupost de només 300.000 euros, es va rodar en format digital Sony HDV amb una càmera petita i pràctica, que va permetre estalviar diners i fer fotografies professionals en llocs on la càmera havia de romandre amagada.

## Repartiment
La pel·lícula fou protagonitzada per Eduard Gabia, en el paper d'Ioan, i Luca Lionello, en el paper de Michele. Chiara Caselli va interpretar a Laura, una fotògrafa d'èxit. La pel·lícula també va veure la participació de Luciana Littizzetto com a propietaria de l'apartament llogat a Michele.

## Trama
Ioan, un jove de Bucarest, va perdre el seu pare durant la Revolució romanesa de 1989. El nen, animat per un amic, decideix emigrar a Itàlia amb un grapat de diners per intentar aconseguir una vida econòmica millor.
Després d'un llarg viatge en tren arriba sol a Roma. Aquí s'enfronta immediatament a la dificultat de viure sense diners.
A la capital italiana es veu obligat a dormir al carrer i rentar-se en llocs convenients. Al cap d'uns dies, amb la complicitat d'un altre immigrant desconegut, aconsegueix colar-se als banys utilitzats per als encarregats de l'estació de Termini. Mentre els dos es renten són descoberts per Michele, un italià que treballa com a netejador d'una empresa que sobreviu de la contractació, que, per por de perdre la feina, expulsa els dos estrangers. Sortint dels banys, el desconegut aprofita la situació per robar el reproductor de CD de Michele.
L'endemà al vespre Ioan, encara desorientat i buscant un lloc per dormir, decideix tornar als vestidors del personal de l'estació per passar la nit. L'endemà, Michele se'n torna a assabentar i després d'una dura discussió pel petit robatori del dia anterior arriben als colps. En Ioan rep la pitjor part.
Al final Michele entén que en realitat Ioan és innocent i entenent la dificultat de l'immigrant, li ofereix un llit a casa seva per uns euros al dia. Michele s'allotja en un petit i vell apartament propietat d'una actriu de poc èxit. A l'italià tampoc li va bé econòmicament, i li costa pagar el lloguer. La seva família no el va poder mantenir en els seus estudis i per això va viure durant vint anys com a precari rebotant d'una feina a una altra.
Michele i l'Ioan aviat es converteixen en amics: comencen a menjar junts i a compartir moments feliços. Mentrestant, Ioan troba feina clandestinament com a mecànic en un taller mecànic deixalleria i, durant un breu temps, obté certa estabilitat econòmica. Els dos somien amb estalviar diners per invertir a Romania, abandonar la seva precària i difícil situació laboral i obrir un restaurant al delta del Danubi. L'italià, encantat pel projecte i la fascinació del romanès, qui sovint li encanta observar la seva pròpia bellesa, a poc a poc s'enamora del seu company.
Al cap d'un temps, Michele, a causa d'una reducció de personal realitzada per l'empresa de neteja per a la qual treballa, que va perdre el contracte per netejar l'estació de Termini, és acomiadat. Desconcertat i frustrat pel nou estat de l'atur, el jove de quaranta anys intenta tornar a la feina immediatament anant a l'oficina de treball, però el seu currículum no li permet tornar a contractar immediatament. La por de decebre Ioan i de no poder assolir el projecte comú empeny Michele a ocultar el seu acomiadament al seu amic.
El mes següent, després d'un control de la policia, Ioan també és acomiadat. Aleshores, el romanès descobreix que Michele també està sense feina i, decebut per la mentida, després d'una discussió, decideix tornar a viure sol al carrer.
Michele, desesperat per l'abandonament del seu estimat, es llança als carrers de la ciutat fins que troba el noi i aconsegueix convèncer-lo perquè torni a casa.
Els dos es troben en grans dificultats financeres i lluiten per pagar el lloguer a la propietària. Un matí, Ioan, deambulant per la ciutat a la recerca de qualsevol feina, coneix el seu amic compatriota que l'havia convençut de marxar a Itàlia. Aquest últim sobreviu a la prostituint-se en l'entorn homosexual i intenta implicar Ioan en el treball, però ell es nega rotundament.
En els dies següents, es van obrir noves perspectives per a Michele i Ioan. L'italià torna a ser contractat per una empresa de neteja. En canvi, una famosa fotògrafa, Laura, irromp en la vida del romanès, gairebé per casualitat, oferint a Ioan una feina com a noi de portada i convèncer-lo de traslladar-se a Milà. Michele, malgrat la seva nova feina, té el cor trencat per la marxa del noi que estima i cau en depressió.
Mentrestant, Ioan comença a viure amb Laura a Milà, amb qui també s'embarca en una relació sexual d'oportunitat. El romanès s'adapta amb habilitat a l'activitat de model i aconsegueix estalviar una mica de diners i fins i tot comprar un cotxe.
La relació entre Ioan i Laura s'acaba bruscament quan el romanès es molesta pel fet que s'hagi utilitzat una foto que el retrata com una mena de refugiat de guerra nu, derivat d'un fotomuntatge amb una foto original de la Revolució romanesa de 1989 feta per la mateixa fotògrafa Laura quan era fotoperiodista de guerra, explotada amb finalitats merament publicitàries per a una marca de roba.
Ioan decideix tornar a Roma i durant el viatge truca a la casa de la propietària (també propietari de l'únic telèfon fix dels dos apartaments que també serveix com a número de contacte per als llogaters de l'apartament llogat) per preguntar per Michele, però això li molesta. L'hora de la trucada tarda, ella no accepta baixar per passar la trucada a Michele. Així que Ioan demana a la patrona que almenys transmeti el seu missatge al seu amic, que està a punt de tornar amb el cotxe per marxar cap a Romania i fer realitat el seu somni, però ella ni tan sols es molesta a transmetre el missatge. Llavors Ioan arriba a Michele però, malauradament, ell, impulsat per la solitud i un altre fracàs professional, es treu la vida al mateix apartament on havien viscut anteriorment els dos, sense saber el missatge d'Ioan que potser podria haver-li salvat la vida. Se suposa que junts havien d'iniciar un viatge per carretera a Romania per realitzar el projecte d'obrir un restaurant al delta del Danubi, on Michele cuinaria especialitats italianes. Ioan decideix marxar sol, per complir el petit somni pactat amb el seu amic: el restaurant es diria "Da Ioan e Michele".

## Premis
- Festival Polític de Barcelona 2007: millor pel·lícula
- Med Film festival 2007: millor pel·lícula
- XXVIII edició de la Mostra de València 2007: menció a la millor fotografia[5]
- Premis Sergio Leone 2007: millor pel·lícula
- Festival Internacional de Cinema de Transsilvània 2007: millor actor (Luca Lionello)[6]
- Bobbio Film Festival 2008: Premi "Gobbo d'oro" a la millor pel·lícula - Premi del públic
- Est Film Festival 2008: Arco d'oro - millor llargmetratge, Arco d'argento - premi del públic

La pel·lícula va ser una de les cinc escollides per seleccionar el candidat italià al premi Oscar a la millor pel·lícula estrangera. La pel·lícula escollida va ser aleshores Gomorra, mentre que els altres candidats eren Il divo, Giorni e nuvole e Tutta la vita davanti.